# Volante (prensa)
En las casas de la moneda llaman volante o volante de acuñación a una prensa o máquina que sirve para acuñar la moneda. 
Está compuesto de un husillo, dos brazos y dos bolas de plano al fin de ellos, una pieza que llaman sortija que une por medio de una muesca a la que llaman ranura, el husillo y la caja superior en que está puesto el cuño de arriba o superior; de unos ramales para que tire el trabajador; de unas tablas por donde sube y baja la caja superior y que tienen también un encaje o ranura por donde están enranuradas con el cuerpo del volante y de un cepo donde cae la moneda acuñada. 
En España, también le llaman balancín. 

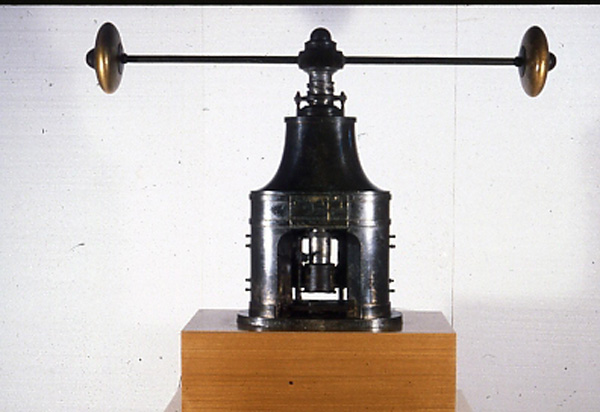
Vista general
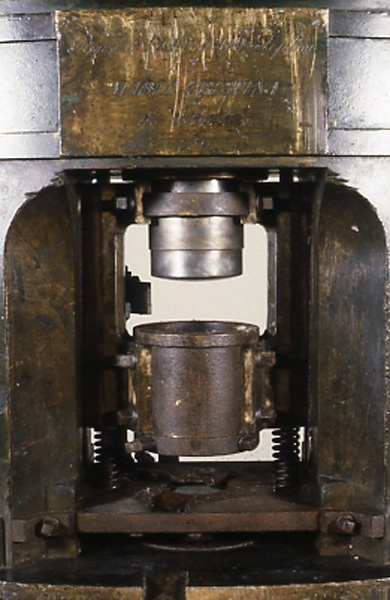
Detalle